# Nienhagen (Bassa Sassonia)
Nienhagen è un comune di 6.279 abitanti della Bassa Sassonia, in Germania.
Appartiene al circondario di Celle ed è parte della Samtgemeinde Wathlingen.